# Aya Hijazi
 Sinh ra vớ mẹ người Ai Cập và cha người Lebanon, Aya Hijazi (đôi khi được gôi là Hegazy, Higazi, hoặc các biến thể khác; tiếng Ả Rập: آية حجازي), một công dân Mỹ, bắt đầu quan tâm đến hoạt động xã hội. Để hiểu thêm về công bằng xã hội, cô đã nghiên cứu Phân tích và Giải quyết Xung đột tại Đại học George Mason ở Hoa Kỳ và luật tại Đại học Cairo ở Ai Cập. Trong Mùa xuân Ả Rập, cô trở về quê hương Ai Cập, cùng với chồng mình, Mohamed Hassanein, để thành lập một tổ chức phi chính phủ (NGO), "Belady", một hòn đảo dành cho nhân loại.
Belady trở thành một hòn đảo mang tính biểu tượng, hợp nhất mọi người từ mọi tầng lớp, cho phép họ làm việc hướng tới sự tốt đẹp hơn của xã hội. Belady tập trung vào trẻ em và thanh thiếu niên - một trong những dự án chính của Belarou là giúp đỡ những đứa trẻ đường phố, những người nếu không sẽ rơi vào tệ nạn. Làm việc trên các dự án như vậy thúc đẩy ý thức cộng đồng trong khi phát triển kỹ năng sống trong trẻ em và tình nguyện viên.

## Bắt giữ và phạt tù
Vào ngày 1 tháng 5 năm 2014, lực lượng cảnh sát đã đột kích nhóm Belady và bắt giữ Aya, chồng cô, Mohamed và hai thành viên khác của nhóm Belady. Ba tháng sau, cảnh sát đã thực hiện ba vụ bắt giữ khác. Trong gần ba năm, bảy cá nhân đã bị cầm tù với các cáo buộc sai trái bao gồm buôn người, bắt cóc và hãm hiếp.
Các tổ chức phi chính phủ và các nhân vật công cộng từ Ai Cập và trên khắp thế giới đã thúc ép thả Aya, chồng cô và các thành viên Belady. Vụ án đã có một bước ngoặt khi người bạn đại học của Aya, Chelsea Cowan, vận động thành công các nghị sĩ và thượng nghị sĩ, gây chú ý cho vụ án của cô. Do đó, Hillary Clinton đã làm cho nó trở thành một điểm nhấn trong chiến dịch bầu cử tổng thống của bà và Tổng thống Trump đã thúc ép thả Aya và các bị cáo khác.
Vào ngày 16 tháng 4 năm 2017, tòa án Ai Cập đã tuyên bố Aya và tất cả các thành viên Belady vô tội về mọi cáo buộc. Hai ngày sau khi được thả, Dina Powell (Phó Cố vấn An ninh Quốc gia Hoa Kỳ về Chiến lược cho Tổng thống Donald Trump) đã bay cùng Aya và chồng trong một chiếc máy bay riêng tới Hoa Kỳ; Tổng thống Trump, cùng với con gái của ông, Ivanka và chồng bà, Jared Kushner, đã chào đón bà đến Nhà Trắng và tổ chức lễ ra mắt.
Vụ án của Aya nhấn mạnh cuộc đàn áp của Ai Cập đối với xã hội dân sự, tham nhũng của cảnh sát, bịa đặt các vụ án hình sự và lạm dụng giam cầm trước khi sử dụng và sử dụng nó như một công cụ chính trị để đàn áp bất kỳ phe đối lập nào.

## Sau khi được thả
Aya hiện đang cư trú tại Washington DC, nơi cô hiện đang làm việc để mở rộng Belady và cứu những giấc mơ của những đứa trẻ dễ bị tổn thương nhất từ văn phòng DC của cô. Những nỗ lực của cô hiện đang hướng đến việc thả tù nhân chính trị trẻ em ở Ai Cập. Cô có kế hoạch thành lập các hòn đảo của nhân loại trên khắp Trung Đông và các khu vực xung đột khác.